# UFC 97
UFC 97: Redemption（ユーエフシー・ナインティセブン：リデンプション）は、アメリカ合衆国の総合格闘技団体「UFC」の大会の一つ。2009年4月18日、カナダ・ケベック州モントリオールのベル・センターで開催された。
2008年4月19日に開催されたUFC 83から約1年ぶり2度目のカナダでの開催大会となった。
大会メインイベントでは、アンデウソン・シウバとターレス・レイチによるUFC世界ミドル級タイトルマッチが行われた。なお、大会サブタイトル「Redemption」はUFC 17以来約11年振りの再使用となる。

## 大会概要
メインイベントでは、シウバがレイチを判定で下し、5度目のミドル級王座防衛に成功した。

## 試合結果

### プレリミナリィカード
第1試合 ライトヘビー級 5分3R
○  エリオット・マーシャル vs.  ヴィニシウス・マガリャエス ×
3R終了 判定3-0（30-27、30-27、29-28）
第2試合 ウェルター級 5分3R
○  TJ・グラント vs.  長南亮 ×
3R終了 判定2-1（30-27、29-28、28-29）
第3試合 ライト級 5分3R
○  マーク・ボーチェック vs.  デビッド・ベルクヘーデン ×
1R 4:57 チョークスリーパー
第4試合 ミドル級 5分3R
○  エド・ハーマン vs.  デビッド・ロワゾー ×
3R終了 判定3-0（30-26、30-27、30-27）
第5試合 ミドル級 5分3R
○  ネイサン・クォーリー vs.  ジェイソン・マクドナルド ×
1R 2:27 TKO（レフェリーストップ：グラウンドの肘打ち）
第6試合 ミドル級 5分3R
○  デニス・カーン vs.  グザヴィエ・フパ＝ポカム ×
3R終了 判定3-0（30-27、30-27、30-27）

### メインカード
第7試合 ライトヘビー級 5分3R
○  ルイス・カーニ vs.  スティーブ・キャントウェル ×
3R終了 判定3-0（29-28、30-27、30-27）
第8試合 ヘビー級 5分3R
○  シーク・コンゴ vs.  アントニー・ハードンク ×
2R 2:29 TKO（レフェリーストップ：パウンド）
第9試合 ライトヘビー級 5分3R
○  クシシュトフ・ソシンスキー vs.  ブライアン・スタン ×
1R 3:53 チキンウィングアームロック
第10試合 ライトヘビー級 5分3R
○  マウリシオ・ショーグン vs.  チャック・リデル ×
1R 4:28 TKO（レフェリーストップ：左フック→パウンド）
第11試合 ライト級 5分3R
○  サム・スタウト vs.  マット・ワイマン ×
3R終了 判定3-0（29-28、29-28、29-28）
第12試合 UFC世界ミドル級タイトルマッチ 5分5R
○  アンデウソン・シウバ vs.  ターレス・レイチ ×
5R終了 判定3-0（49-46、48-47、50-45）
※シウバが王座の5度目の防衛に成功。

### 各賞
ファイト・オブ・ザ・ナイト： サム・スタウト vs. マット・ワイマン
ノックアウト・オブ・ザ・ナイト： マウリシオ・ショーグン
サブミッション・オブ・ザ・ナイト： クシシュトフ・ソシンスキー
各選手にはボーナスとして70,000ドルが支給された。